# Macromia aculeata
Macromia aculeata – gatunek ważki z rodziny Macromiidae.